# セオドア・ボロノフスキー

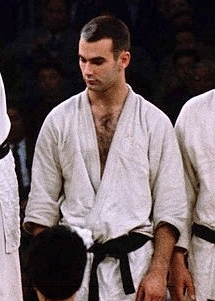
1964年東京オリンピック柔道無差別級表彰式でのセオドア・ボロノフスキー

セオドア・ボロノフスキー（Theodore Boronovskis 1943年7月27日- ）はオーストラリアの柔道選手。ラトビア出身。階級は重量級。身長183 cm。体重100 kg。

## 人物
オーストラリア選手権では1962年から1966年まで無差別を含めて重量級で5連覇を達成した。1964年の東京オリンピック柔道無差別では準決勝でオランダのアントン・ヘーシンクに支釣込足で敗れたものの銅メダルを獲得した。これは2014年現在、男子のオーストラリア選手がオリンピックの柔道競技で獲得した唯一のメダルとなっている。1965年のオセアニア選手権重量級では2位にとどまった。

## 主な戦績
- 1964年 - 東京オリンピック　3位
- 1965年 - オセアニア選手権　2位